# Thaumatomyrmex manni
Thaumatomyrmex manni is een mierensoort uit de onderfamilie van de Ponerinae. De wetenschappelijke naam van de soort is voor het eerst geldig gepubliceerd in 1939 door Weber.